# Franc Šuštar
Franc Šuštar (ur. 27 kwietnia 1959 w Lublanie) – słoweński duchowny katolicki, biskup pomocniczy lublański od 2015.

## Życiorys

### Prezbiterat
Święcenia kapłańskie otrzymał 29 czerwca 1985 i został inkardynowany do archidiecezji lublańskiej. Po święceniach i studiach w Rzymie pracował przez rok jako wikariusz. W latach 1991–1997 piastował funkcję rektora seminarium. W kolejnych latach był proboszczem w Grosuplje (jednocześnie pełniąc funkcję dziekana miejscowego dekanatu) i Lublanie (parafia katedralna). W 2007 powrócił na urząd rektora lublańskiego seminarium.

### Episkopat
7 lutego 2015 papież Franciszek mianował go biskupem pomocniczym archidiecezji lublańskiej, ze stolicą tytularną Ressiana. Sakry udzielił mu 15 marca 2015 metropolita lublański - arcybiskup Stanislav Zore.